# Фицджеральд, Уильям, 2-й герцог Лейнстер
Уильям Роберт Фитцджеральд (англ. William Robert FitzGerald, 2nd Duke of Leinster; 13 марта 1749, Лондон — 20 октября 1804, Дублин) — 2-й герцог Лейнстер (1773—1804), ирландский аристократ, пэр и землевладелец, либеральный политик, депутат парламента Ирландии, масон, великий мастер Великой Ложи Ирландии (1770—1772, 1777—1778).
Его титулы: 2-й герцог Лейнстер (с 1773), 2-й маркиз Килдэр (с 1773), 7-й барон Оффали (с 1773), 21-й граф Килдэр (с 1773), 2-й граф Оффали (с 1773) и 2-й виконт Лейнстер из Таплоу (графство Бакингемшир) (с 1773).

## Происхождение
Родился 12/13 марта 1749 года в Лондоне. Второй сын Джеймса Фицджеральда, 1-го герцога Лейнстера (1722—1773), и леди Эмили Леннокс (1731—1814), четвёртой дочери Чарльза Леннокса, 2-го герцога Ричмонда.
Наследником герцогского титула он стал после смерти своего старшего брата Джорджа в 1765 году, получив титул графа Оффали.

## Биография
Получил образование в Итонском колледже (Виндзор, Беркшир, Англия). В 1768—1769 годах он совершил Гранд-тур во странам Европы. Уильям Роберт Фицджеральд был депутатом парламента Ирландии от города Дублина (1767—1773) и города Килдэр (1768—1769).
19 ноября 1773 года после смерти своего отца Уильям Роберт Фицджеральд стал 2-м герцогом Лейнстера, унаследовав все родовые титулы и владения в Ирландии. В том же 1773 году он был назначен губернатором графства Килдэр.
В 1772 году Уильям Фицджеральд получил должность верховного шерифа графства Килдэр. Политически он был либералом, поддерживал Ирландскую патриотическую партию Генри Греттана. Уильям стал основателем Ирландского клуба Вигов в 1789 году, он контролировал шесть депутатов в Палате общин Ирландии. В 1777 году он стал членом Тайного Совета Ирландии. В 1779 году Уильям Роберт Фицджеральд получил звание полковника и должность командира Дублинского полка ирландских добровольцев.
Будучи масонов, в 1770 году Уильям Роберт Фицджеральд был избран великим мастером Великой Ложи Ирландии. Эту должность он занимал в течение двух лет. Затем он еще раз был избран на эту должность в 1777 году. В 1783 году он стал одним изп первых кавалеров Ордена Святого Патрика.
В 1788—1789 годах Уильям Роберт Фицджеральд занимал должность магистра рукописей Ирландии. Эта должность была в первую очередь юридической должностью. Уильяма Фицджеральда обвиняли в некомпетентности во время пребывания в этой должности. В будущем требовали, чтобы эту должность занимал только профессиональный юрист. В 1795—1797 годах Уильям Фицджеральд занимал должность клерка короны в Ирландии.
Уильям Роберт Фицджеральд был католиком, боролся за эмансипацию католиков (в те времена католики на территории Британских владений были абсолютно бесправными), основал католическую семинарию в Мейнуте в 1795 году. В 1797 году Уильям Роберт Фитцджеральд оставил политическую деятельность, занялся лечением своей больной жены, переехал в Англию и находился там же во время всего 1798 года, когда всю Ирландию охватило восстание за независимость Ирландии.

## Брак и дети

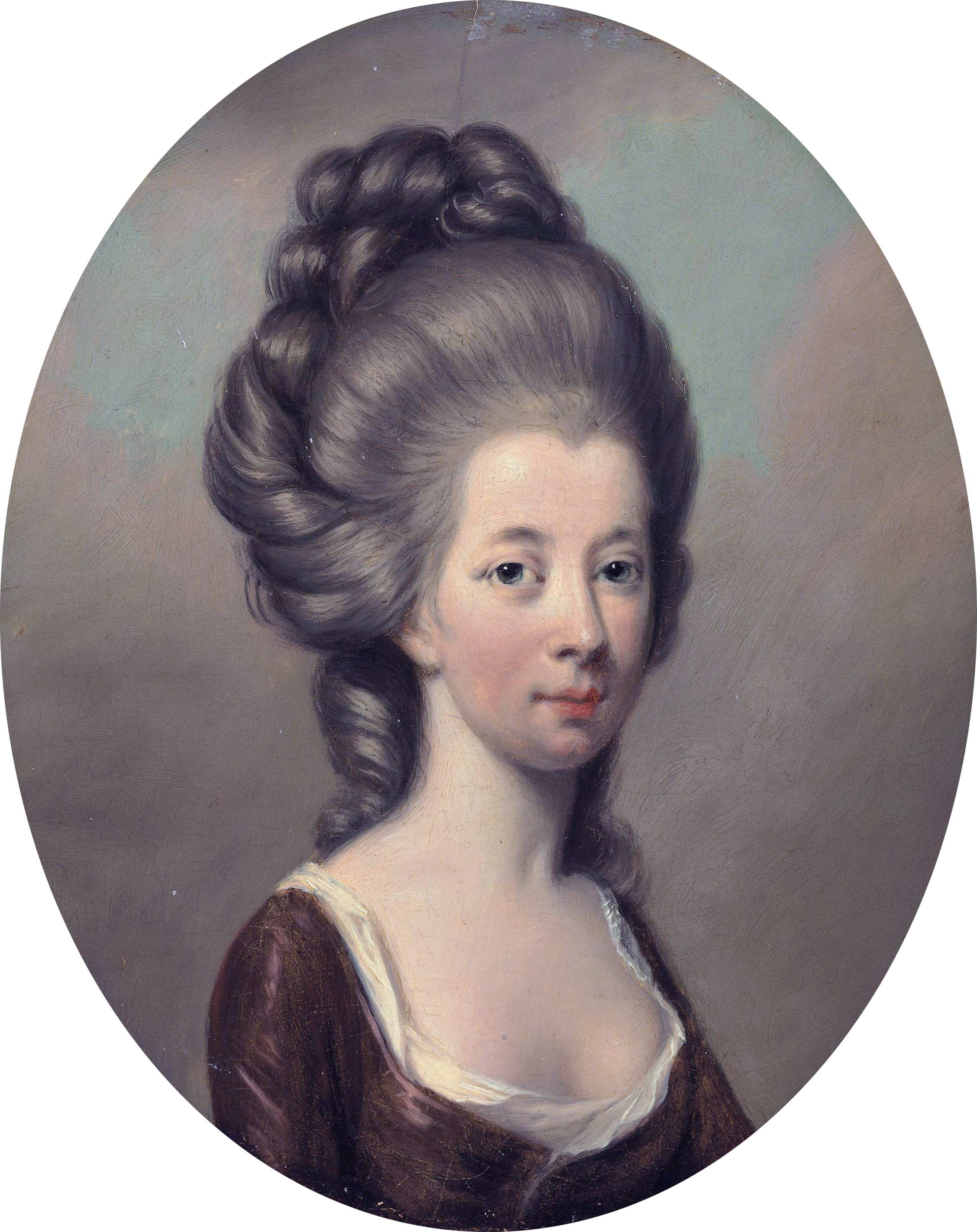
Эмилия Оливия Сент-Джордж, герцогиня Лейнстер, портрет Хью Дугласа Гамильтона

4 ноября 1775 года Уильям Роберт Фицджеральд женился на Достопочтенной Эмилии Оливии Ашер Сент-Джордж (1753 — 23 июня 1798), дочери Сент-Джорджа Ашера Сент-Джорджа, 1-го барона Сент-Джорджа (ок. 1715—1775), и Элизабет Доминик (ок. 1732—1813). Его супруга Эмилия скончалась в Лондоне 23 июня 1798 года. Уильям Роберт Фитцджеральд был старшим братом лорда Эдварда Фицджеральда, борца за свободу Ирландии, революционера, отдавшего жизнь за свободу Ирландии во время восстания 1798 года. Уильям был кузеном английского либерального политика Чарльза Джеймса Фокса. В браке с Эмилией Уильям имел следующих детей:
- леди Мэри Ребекка Фицджеральд (6 мая 1777 — 28 сентября 1842), жена с 15 апреля 1799 года сэра Чарльза Локхарта-Росса, 7-го баронета[англ.] (ок. 1763—1814), двое детей.
- леди Эмили Элизабет Фицджеральд (13 мая 1778 — 9 февраля 1856), вышла замуж 13 марта 1801 года за Джона Джозефа Генри (ум. 28 июня 1846), четверо детей.
- Джордж Фицджеральд, маркиз Килдэр (20 июня 1783 — 10 февраля 1784)
- леди Сесилия Оливия Джеральдин Фицджеральд  (3 марта 1786 — 27 июля 1863), жена с 18 августа 1806 года Томаса Фоли, 3-го барона Фоли[англ.] (22 декабря 1780 — 16 апреля 1833), восемь детей.
- леди Оливия Летиция Кэтрин Фицджеральд (9 сентября 1787 — 28 февраля 1858), жена с 8 мая 1806 года Чарльза Киннайрда, 8-го барона Киннайрда (12 апреля 1780 — 12 декабря 1826), четверо детей.
- Август Фицджеральд, 3-й герцог Лейнстер (21 августа 1791 — 10 февраля 1874)[3], женат на леди Шарлотте Августе Стэнхоуп (1793—1859).
- лорд Уильям Чарльз О’Брайен Фицджеральд (4 января 1793 — 8 декабря 1864)[3], был женат и имел дочь:
  - Джеральдин Сидни Фицджеральд (ум. 1896), жена с 2 октября 1855 года Генри Уильяма Пэджета Батлера (28 апреля 1831 — 14 ноября 1913)
- леди Изабелла Шарлотта Фицджеральд (ум. 1868), замужем с 1 июня 1809 года за французским кампмаршалом Луи-Ги-Шарлем-Гийомом де Роган-Шабо, графом де Жарнаком (1780—1875), трое детей.
- леди Элизабет Фицджеральд (ум. 28 февраля 1857)[3], жена с 22 июля 1805 года .подполковника сэра Эдварда Бейкера, 1-го баронета Бейкера (ум. 1825), четверо детей.

## Смерть и основные заслуги
Уильям Роберт Фицджеральд был владельцев замков и дворцов. Последние годы жизни он прожил и скончался в Картон-хаусе в графстве Килдэр. Он был владельцем дворца Ленстер-хаус в Дублине. В этом дворце заседал парламент Ирландии. Ныне именно в этом доме также заседает нынешний парламент Ирландии. Фицджеральд был одним из основателей Ордена Святого Патрика в 1783 году и Королевской ирландской академии (1785). Он был инвестором компании «Королевский канал», которая начала работу в 1790 году. Он владел 60 000 акрами земли в графстве Килдэр — возле замков Мейнут, Ратанган и Атай. Он перестроил главный мост в Атай через реку Барроу.